# 阿哈龙·雷米兹
空軍少將 阿伦·雷米斯（希伯來語：‎ ，1919年5月8日至1994年4月3日）是以色列退役空軍少將、政治人物和外交官，歷任第二代以色列空军司令、以色列驻英国大使等職，第二次世界大戰期間曾於英國皇家空軍服役。